# Shota Nonikashvili
Shota Nonikashvili (Tiflis, 10 de enero de 2001) es un futbolista georgiano que juega en la demarcación de centrocampista para el FC LNZ Cherkasy de la Liga Premier de Ucrania.

## Selección nacional
Tras jugar en las categorías inferiores de la selección finalmente el 7 de septiembre de 2024 hizo su debut con la selección de Georgia en un partido de la Liga de Naciones de la UEFA 2024-25 contra República Checa que finalizó con un resultado de 4-1 a favor del combinado georgiano tras los goles de Khvicha Kvaratskhelia, Giorgi Chakvetadze, Georges Mikautadze y Giorgi Kochorashvili para Georgia, y de Lukáš Kalvach para República Checa.

## Clubes
| Club            | País    | Año       | Partidos | Goles |
| --------------- | ------- | --------- | -------- | ----- |
| FC Iberia 1999  | Georgia | 2020-2024 | 122      | 24    |
| FC LNZ Cherkasy | Ucrania | 2024-     | 20       | 1     |